# Hans Mend
Hans Mend (* 16. März 1888 in der Nähe von Rothenburg ob der Tauber; † 13. Februar 1942 im Zuchthaus Osterstein in Zwickau) war ein deutscher Landwirt. Einen Namen machte er sich durch zweifelhafte Gerüchte und Veröffentlichungen.

## Leben
Der Sohn einer kinderreichen Kleinbauernfamilie musste nach dem Abgang von der Volksschule für sich selbst sorgen und verdingte sich als Lauf- und Stallbursche in herrschaftlichen Häusern. Von 1908 bis 1911 diente er beim 2. Bayerischen Ulanenregiment, um danach als sogenannter „Zureiter“ auf das Gestüt Waldfried bei Frankfurt zu gehen. Im Ersten Weltkrieg gehörte er von Oktober 1914 bis August 1916 dem List-Regiment als Meldereiter an. Er soll bei der Truppe den Namen „Schimmelreiter“ getragen habe. Seit 1930 war Mend Verwalter auf dem Gut Schloss Elsholz bei Berg. 1931 versuchte er mit einer Buchveröffentlichung über Hitler im Ersten Weltkrieg am Erfolg Hitlers zu partizipieren. 1932 versuchte er dann Hitler zu erpressen. Nachdem dieser nicht reagierte, kehrte er sich gegen Hitler in mehreren Presseerklärungen. Er warf dem Verlag vor, sein Buch von 1931 zu Gunsten Hitlers geschönt zu haben. 1933 wurde sein Parteimitgliedsantrag abgelehnt und er kam aufgrund der Beleidigung Hitlers im April 1933 einen Monat in Schutzhaft in das KZ Dachau. 1938 zogen Gestapo und die Kanzlei des Führers einvernehmlich das Buch ein und vernichteten es. Mend war wegen Betrugs, Diebstahls, Urkundenfälschung und Sittlichkeitsdelikten mehrfach vorbestraft (Haftzeit 5 ½ Jahre), als er am 13. Dezember 1940 vom Sondergericht München wegen einer Verleumdung Hitlers bei der unsittlichen Annäherung an eine Frau zu einer zweijährigen Haftstrafe verurteilt wurde. Er starb an Kopferysipel und Herzschwäche im Zuchthaus.
Das Mend-Protokoll war 1939 durch Kreise des militärischen Widerstands unter nicht ganz geklärten Umständen aufgezeichnet worden. Der ehemalige Meldegänger Hitler war darin nicht gut weggekommen. Das Protokoll dient als Beweis einer Homosexualität Hitlers bei Lothar Machtan. Die Verleihung dessen Eisernen Kreuzes hat Mend, wohl mit falschen Angaben, als höchst zweifelhaft dargestellt. Von Hans Mommsen, Ian Kershaw, und Brigitte Hamann wird Mend auf Grund der Forschungen von Anton Joachimsthaler als unglaubwürdig abgelehnt.

## Schriften
- Adolf Hitler im Felde: 1914–1918; Dießen am Ammersee: Verlag Jos. C. Huber, 1931; 3. Aufl. 1937.
- Der Schimmelreiter meldet:, in: „Der Gerade Weg“ Nr. 49 vom 9. Oktober 1932.
- Der Schimmelreiter vom Listregiment meldet sich, Presseerklärung vom 1. Dezember 1932, in: „Der Gerade Weg“ Nr. 41 vom 4. Dezember 1932.
- Protokoll aufgenommen am 22. Dezember 1939 mit Hans Mend, Reitlehrer und Verwalter auf Schloss Eltzholz Berg bei Starnberg a/See, ehemals Ulan im kgl. bayer. x. Ulanenregiment zugeteilt als Ordonnanzreiter im Oktober 1914 dem Inf. Rgt. ‘List.’ Seit Juni 1916 befördert zum Offizier-Stellvertreter und zugeteilt dem 4. bayer. Feldartillerieregiment, Munitionskolonne 143 (Tankabwehr). Bei der Truppe bekannt als der ‚Schimmelreiter‘, Bayerisches Hauptstaatsarchiv/Abteilung IV Kriegsarchiv, Handschriftensammlung Nummer 3231.